# Anchytarsus folliculipalpus
Anchytarsus folliculipalpus is een keversoort uit de familie Ptilodactylidae. De wetenschappelijke naam van de soort is voor het eerst geldig gepubliceerd in 1986 door Stribling.